# ハトポポコ
ハトポポコ（10月26日 - ）は、日本の漫画家。男性。大阪府在住。
芳文社の『まんがタイムきららキャラット』、竹書房の『まんがライフオリジナル』、アスキーメディアワークスの『電撃萌王』にて、作品を掲載中。その他、アンソロジーコミックにも執筆している。

## 概要
好きな作品への独占欲の強さに苦しんだ時期に、「自分で自分の好きな物を描けば自分だけの物にできるのでは」と考え絵を描き始めたのが作品制作のきっかけだという。
デフォルメされたキャラクターがシュールで独特の間のあるストーリーを展開し、その作風は『あずまんが大王』の作者あずまきよひこを初め、原田たけひと、山本ルンルンの影響を受けている。
趣味はゲームで、YouTubeにプレイ動画を投稿している。「令和になった」のを期にYouTubeで作業配信を始めたが、動画は削除されている。
同業のハンバ－ガー、マシーナリーとも子らと親交が深い。

## 書籍

### 連載
- 平成生まれ（芳文社『まんがタイムきららキャラット』連載）
- ビオトープ（アスキーメディアワークス『電撃萌王』掲載）
- 男子校系男子（アスキーメディアワークス『電撃萌王』掲載）
- けんもほろろ（竹書房『まんがライフオリジナル』連載）
- みなクズ（アスキーメディアワークス『電撃萌王』連載）
- パンクティーンエイジガールデスロックンロールヘブン（竹書房『まんがライフSTORIA』連載）
- シャンシャンハイスクール!（KADOKAWA「ComicWalker」連載） - 原作のみ。作画：ShiBi

### 読み切り
- ドリフト（『コミック電撃だいおうじ』VOL.100付録小冊子『アニバーサリーだいおうじ』[4]）

### アンソロジー
- 『けいおん!ストーリーアンソロジーコミック 2』 (まんがタイムKRコミックス)
- 『這いよれ! ニャル子さん コミックアンソロジー』（メテオCOMICS）
- 『Baby,please kill me.「キルミーベイベー」ファンブック＆アンソロジーコミック』 (まんがタイムKRコミックス)
- 『ゆゆ式 ストーリーアンソロジーコミック 1』（まんがタイムKRコミックス）
- 『COMIC MARKET 86 EDITION！ あいまいみーオフィシャルアンソロジーコミック』（竹書房）
- 『キングオブギャグ4コマ』（マイクロマガジン☆コミックス）
- 『NEW GAME! アンソロジーコミック 1』（まんがタイムKRコミックス）
- 『魔法少女まどか☆マギカ4コマアンソロジーコミック 1』(まんがタイムKRコミックス)
- 『少女終末旅行 公式アンソロジーコミック』（KADOKAWA）
- 『メイドインアビス公式アンソロジー 度し難き探窟家たち』(竹書房)
- 『星色ガールドロップ コミックアンソロジー』(竹書房)
- まひろと急所（原作：ねことうふ、『お兄ちゃんはおしまい！ 公式アンソロジーコミック』4巻、2023年） - 『お兄ちゃんはおしまい！』のアンソロジー寄稿作品。

## その他
- グリザイアの果実 第13話バックイラスト
- ろんぐらいだぁす! 第3話バックイラスト
- 私に天使が舞い降りた! 第9話バックイラスト
- 同じクラスに何かの主人公がいる（KADOKAWA）カバーイラスト